# Mourjou
Mourjou era una comuna francesa situada en el departamento de Cantal, de la región Auvernia-Ródano-Alpes. Desde el 1 de enero de 2019 es una comuna delegada de Puycapel.

## Geografía
Está ubicada a 24 km al sur de Aurillac.

## Historia
El 1 de enero de 2019 pasó a ser una comuna delegada de la comuna nueva de Puycapel al fusionarse con la comuna vecina de Calvinet.

## Demografía
| 626 | 609 | 543 | 503 | 420 | 354 | 328 | 321 |
| Para los censos de 1962 a 1999 la población legal corresponde a la población sin duplicidades (Fuente: INSEE [Consultar]) |     |     |     |     |     |     |     |